# Andamanstare
Andamanstare (Sturnia erythropygia) är en fågel i familjen starar inom ordningen tättingar som enbart förekommer i de båda indiska ögrupperna Andamanerna och Nikobarerna.

## Utseende
Andamanstare är en rätt liten (21 cm) och mycket ljus stare med gräddvit huvud och undersida. Rygg och mantel är grå, medan vingar och stjärt är glänsande grönsvarta.

## Utbredning och systematik
Andamanstare delas upp i tre underarter:
- Sturnia erythropygia erythropygia – förekommer på Andamanerna
- Sturnia erythropygia andamanensis – förekommer på Car Nicobar i Nikobarerna
- Sturnia erythropygia katchalensis – förekommer på ön Katchali i Nikobarerna

Tidigare placerades den i släktet Sturnus, men flera genetiska studier visar att släktet är starkt parafyletiskt, där de flesta arterna är närmare släkt med majnorna i Acridotheres än med den europeiska staren (Sturnus vulgaris).

## Levnadssätt
Vithuvad stare förekommer i skogsöppningar, skogsbryn, ungskog och öppna områden som gräsmarker. Den lever av frukt, nektar och insekter som den födosöker efter i träd och buskar. Fågeln häckar från mars till maj och bygger ett kvistbo i ett trädhål två till tio meter upp, vari den lägger fyra ägg.

## Status och hot
Även om andamanstaren har ett begränsat utbredningsområde är populationen relativt stor och den anses inte vara hotad. Dess populationsutveckling är dock okänd. Internationella naturvårdsunionen IUCN kategoriserar arten som livskraftig. Världspopulationen har inte uppskattats, men den beskrivs som vanlig, mycket vanlig i Andamanerna och mindre vanlig, men inte ovanlig, i Nikobarerna.